# Municipio de Grant (condado de Harrison)
El municipio de Grant (en inglés: Grant Township) es un municipio ubicado en el condado de Harrison en el estado estadounidense de Misuri. En el año 2010 tenía una población de 459 habitantes y una densidad poblacional de 5,15 personas por km².

## Geografía
El municipio de Grant se encuentra ubicado en las coordenadas 40°19′52″N 93°55′53″O / 40.33111, -93.93139. Según la Oficina del Censo de los Estados Unidos, el municipio tiene una superficie total de 89.09 km², de la cual 88,71 km² corresponden a tierra firme y (0,42 %) 0,38 km² es agua.

## Demografía
Según el censo de 2010, había 459 personas residiendo en el municipio de Grant. La densidad de población era de 5,15 hab./km². De los 459 habitantes, el municipio de Grant estaba compuesto por el 98,47 % blancos, el 0,22 % eran afroamericanos, el 0,22 % eran amerindios, el 0,44 % eran asiáticos y el 0,65 % eran de una mezcla de razas. Del total de la población el 0,65 % eran hispanos o latinos de cualquier raza.